# Otsu
Ōtsu (大津市 Ōtsu-shi) é uma cidade japonesa localizada na prefeitura de Shiga.
Em 2003 a cidade tinha uma população estimada em 296 387 habitantes e uma densidade populacional de 980,34 h/km². Tem uma área total de 302,33 km².
Recebeu o estatuto de cidade a 1 de outubro de 1898.

## Cidades-irmãs
- Lansing, Estados Unidos
- Wurtzburgo, Alemanha
- Interlaken, Suíça
- Mudanjiang, China
- Kumi, Coreia do Sul